# بخش جفرسون (شهرستان پربیل، اوهایو)
بخش جفرسون (به انگلیسی: Jefferson Township) یک منطقهٔ مسکونی در ایالات متحده آمریکا است که در شهرستان پربل، اوهایو واقع شده‌است.
 بخش جفرسون ۹۱٫۸ کیلومتر مربع مساحت و ۳٬۳۰۹ نفر جمعیت دارد و ۳۵۴ متر بالاتر از سطح دریا واقع شده‌است.